# Rucola

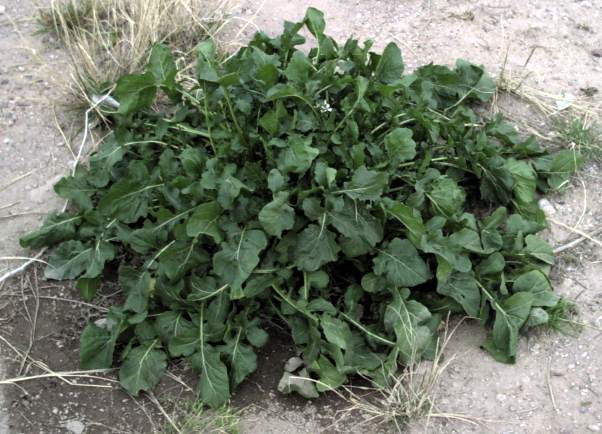
Garten-Senfrauke (Eruca vesicaria subsp. sativa)

Als Rucola (auch Rukola, Rauke, Arugula) werden verschiedene Pflanzenarten aus der Familie der Kreuzblütengewächse gehandelt. Rucola wird hauptsächlich als Salatpflanze angebaut. Im deutschsprachigen Raum ursprünglich als Rauke bekannt, aber in Vergessenheit geraten, wurden die Pflanzen unter ihrem italienischen Namen wieder populär.

## Botanik
Unter dem bereits 1525 als „Rucula“ bekannten Rucola werden im Wesentlichen zwei, teilweise auch drei Arten aus zwei verschiedenen Gattungen verstanden:
- Garten-Senfrauke (Eruca vesicaria subsp. sativa, Synm. Eruca sativa). Sie ist die klassische Rauke. Die Pflanze wird nicht nur als Salat, sondern in geringem Umfang auch zur Gewinnung von Öl aus den Samen angebaut, daher stammt die volkstümliche Bezeichnung Ölrauke.
- Schmalblättriger Doppelsame (Diplotaxis tenuifolia). Sie hat kleinere Blätter und einen intensiveren Geschmack. Der überwiegende Teil der im deutschsprachigen Raum angebotenen Blattware für Salate stammt von dieser Pflanze.
- Mauer-Doppelsame (Diplotaxis muralis). Vereinzelt finden sich Hinweise, dass diese Pflanze wie Diplotaxis tenuifolia verwendet werden kann.

## Geschichte
Die Senfrauke ist schon seit dem Altertum als Nutzpflanze bekannt. Sie wurde schon in römischer Zeit im Mittelmeerraum gegessen und galt sogar als Aphrodisiakum. Im Mittelalter gelangte die Rauke später auch nach Mitteleuropa.
Der Doppelsame stammt ebenfalls aus dem Mittelmeerraum. Im Gegensatz zur Senfrauke ist er jedoch besser an die klimatischen Verhältnisse in Mitteleuropa angepasst und kommt auch häufig wild vor.
In Deutschland führte Rucola bis Ende des 20. Jahrhunderts ein Schattendasein unter den Salaten. Erst der Trend zu internationaler und insbesondere mediterraner Küche führte zu seiner derzeitigen Bekanntheit und allgemeinen Verfügbarkeit.

## Pflege
Rucola bevorzugt einen sandig-lehmigen Boden in sonniger Lage. Eine gute Wasserversorgung ist erforderlich, Staunässe darf allerdings nicht entstehen. Ein feuchter, lockerer Boden hält Erdflöhe fern, die bei trockener Witterung vorkommen. Rucola kann im Freiland von Anfang April bis Anfang September in Reihen ausgesät werden. Der Reihenabstand sollte circa 15 cm betragen. Die Samen werden in 1 cm tiefe Rillen gelegt, abgedeckt und gut angegossen. Im Gewächshaus ist Rucola gut als Nachkultur geeignet.

## Verwendung
Die jungen Blätter werden als Salat verwendet. Ältere Blätter schmecken intensiv und scharf; sie werden eher als Würzkraut verwendet. Mit der Blüte werden die Blätter bitter.
Für die Nutzung als Salat werden die grundständigen Blätter vor Austrieb des Stängels geerntet. Der intensive Geschmack erinnert an Kresse und Walnüsse. Rucola wird auch als Würze zum Beispiel in Nudelgerichten, Risotto, Suppen, Ragouts, in Pesto und auf Pizzen verwendet.
Die Beimischung von Rucola in grünem Salat ist besonders für die Toskana typisch. Von dort stammt auch die Bezeichnung Rucola. In anderen Regionen Italiens wird die Rauke oft anders bezeichnet, zum Beispiel Ruchetta oder Rughetta.

## Inhaltsstoffe
Rucola hat einen hohen Gehalt an Senfölen (Isothiocyanate gebunden in Form von Senfölglykosiden). Diese sind bestimmend für den aromatischen und bitteren Geschmack. Aufgrund seines sehr hohen Iodgehalts ist der Genuss von Rucola bei Schilddrüsenunterfunktion empfehlenswert. In Garten-Senfrauke wurde ein Iodgehalt von 0,21 ± 0,08 mg/100 g bestimmt. Weiterhin weist die Pflanze einen hohen Gehalt an Glucosinolaten, Beta-Carotin und Folsäure auf. Rucola enthält je 100 Gramm 3,65 g Kohlenhydrate (davon 2,05 g Zucker), 0,66 g Fett, 2,58 g Eiweiß sowie 1,6 g Ballaststoffe. Daraus ergibt sich ein Nährwert von 105 kJ (25 kcal).
Ähnlich wie Spinat oder Blattsalate kann die Pflanze unter bestimmten Umständen (unter anderem bei unsachgemäßer Düngung) Nitrate in besonderem Maße anreichern, wie Proben des Bayerischen Landesamts für Gesundheit und Lebensmittelsicherheit ergaben.